# Замок Ландсберг
Замок Ландсберг (нім. Schloss Landsberg) — комплекс замкових будівель у німецькому місті Ратінген (федеральна земля Північний Рейн-Вестфалія). Замок розташований на пагорбі висотою 65 метрів серед лісу, знаходиться в безпосередній близькості від замку Гугенпот, що побудований у районі Кеттвіг міста Ессен.

## Історія

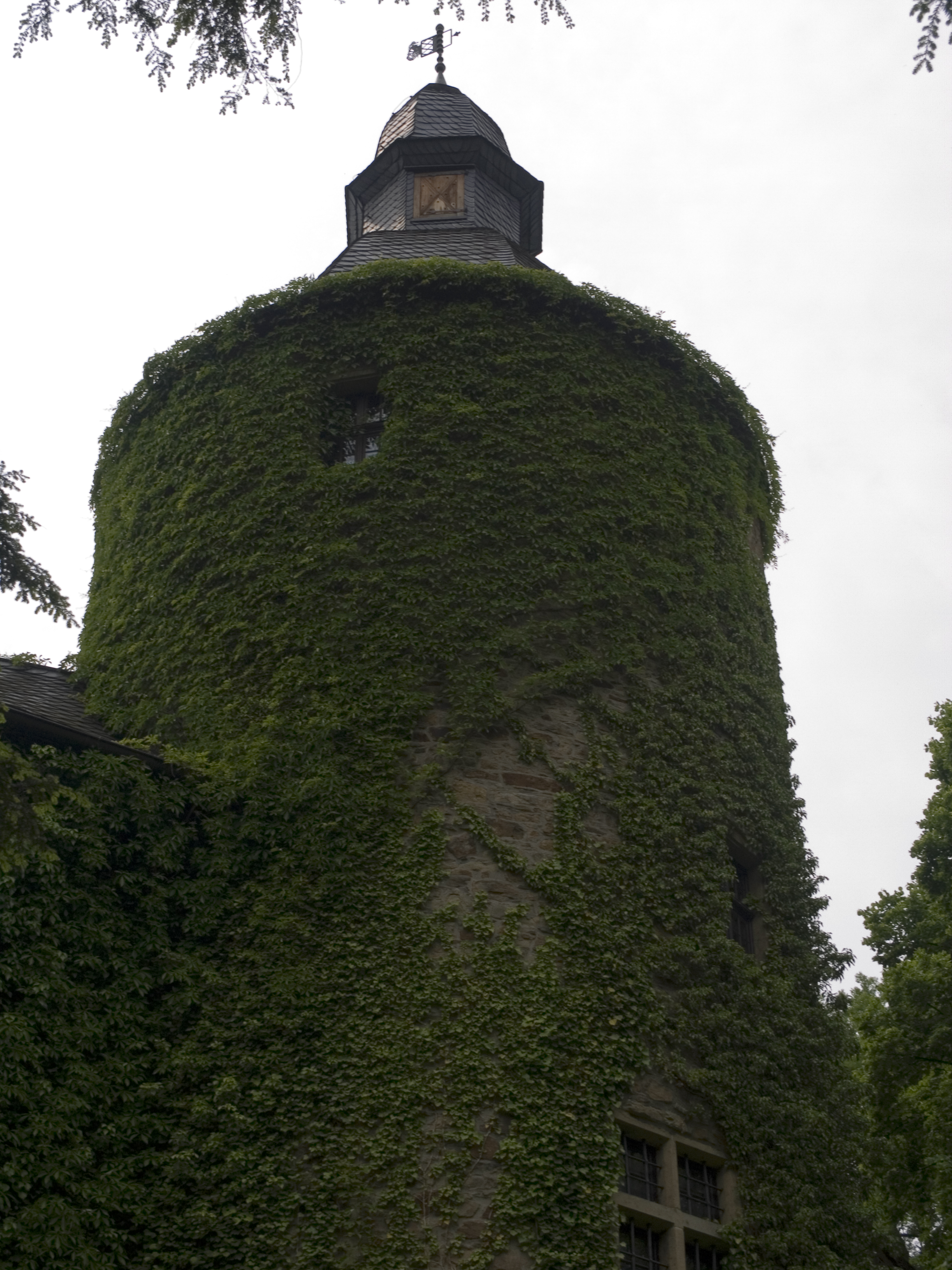
Кругла вежа

Замок Ландсберг був заснований у XIII столітті графом Адольфом V фон Берг, але першим власником замку став Філіп фон Верден (1259—1297). З 1291 року власники замку називають себе Ландсбергами. Сімейство Ландсбергів стає одним із найбагатших і найвпливовіших родів у регіоні.
4 листопада 1548 року герцог Вільгельм (герцог Юліг-Клеве-Берга) закріпив замок за Бертрамом фон Ландсбергом ленним володінням.
У 1589 році замок був захоплений іспанськими військами під командуванням Франциска де Мендози. Це був перший випадок захоплення замку, який до цього випадку вважався неприступним. Наступного разу замок вдалося захопити військам Кельнського архієпископа Ернста Баварського в 1597 році.
У ході Тридцятилітньої війни в 1633 році замок був захоплений і розграбований.
У 1705 році зі смертю Вітуса Арнольда фон Ландсберга припинилася чоловіча лінія роду Ландсбергів і в 1713 році замок як придане за Ганною фон Ландсберг перейшов у володіння барона Сигізмунда фон Беверна. В 1825 році вдова його нащадка Готфріда фон Беверна продала замок прусському камергеру барону Жерару фон Карнапу. У 1837 році Герхард фон Карнап продав замок Ландсберг за 50 000 талерів барону Олександру фон Ландсберг-Фелену, який став використовувати замок як літню резиденцію.
У 1903 році замок і прилеглі володіння були продані Ігнацем фон Ландсберг-Феленом німецькому промисловцю Августу Тіссену. Після його смерті, що сталася 4 квітня 1926 року, замок був переданий спеціально організованій компанії «August Thyssen-Stiftung Schloß Landsberg», у власності якої він знаходиться і донині.
Під час другої світової війни в замку Ландсберг, також як і в сусідньому замку Гугенпот, знаходився комітет з планування військового господарства. У 1945 році замок був окупований британськими військами й в ньому розмістили склад інженерного обладнання. З червня 1947 року по лютий 1952 року в замку розміщувався дитячий санаторій, а потім аж до березня 1966 року — дитячий будинок, призначений для дітей, чиї родичі працювали в компанії «Thyssen AG». З 1967 року до 1984 року замок використовувався для проведення зустрічей євангелічної громади Ессена. З 1989 року компанія «Thyssen AG» використовує замок для проведення семінарів та конференцій.

## Опис

#### Донжон
Донжон розташований у південно-західному куті замкового комплексу. Являє собою квадратну в плані чотириповерхову вежу висотою 33 метри.

#### Ворота
Ворота, зведені у XVII столітті розташовані з південної сторони комплексу, прикрашені зверху сполученими гербам родів Ландсбергів та Мешедів з зовнішньої сторони і Ландсбергів та Гатцфельдів — з внутрішньої.

#### Панський будинок
Існуючий сьогодні панський будинок був побудований в XVII столітті на фундаменті середньовічної будови. Будівля збудована в бароковому стилі, а при перебудові будівлі в XX столітті воно отримало окремі елементи в стилі модерну. З північно-східної сторони до панського будинку примикає стаєнний корпус, в якому зараз розташовується конференц-зал.

#### Кругла башта
З північного боку замкового комплексу знаходиться триповерхова кругла вежа. У XIX столітті башта називалася «архівною», що дає можливість зробити припущення про її тодішнє використаннія.